# Colibrí nimfa de Mèxic
El colibrí nimfa de Mèxic (Eupherusa ridgwayi) és una espècie d'ocell de la família dels troquílids (Trochilidae) que habita la selva humida, vegetació secundària i boscos menys densos a les terres baixes de Mèxic, als estats de Nayarit, oest de Jalisco i Colima.